# Brezovica (Kosovo)

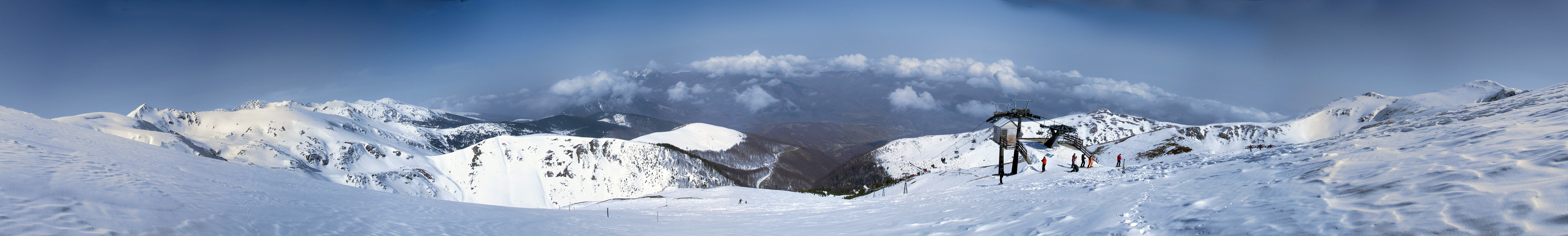
Vista panoramica della vicina valle di Velika livada.

Brezovica (in albanese Brezovicë; in serbo Брезовица?, Brezovica) è un villaggio situato nel comune di Štrpce, nel sud del Kosovo, sede di una stazione sciistica. Etnicamente Brezovica è una enclave a maggioranza serba in territorio kosovaro.
La stazione, situata nel territorio del Parco Nazionale dei Monti Šar, e creata nel 1983, è la più importante e famosa nel territorio del Kosovo.
A gennaio 2008 è iniziata una procedura per la privatizzazione della stazione, con l'obiettivo di attirare investitori e promuoverne l'ammodernamento.